# Buffalo Bills

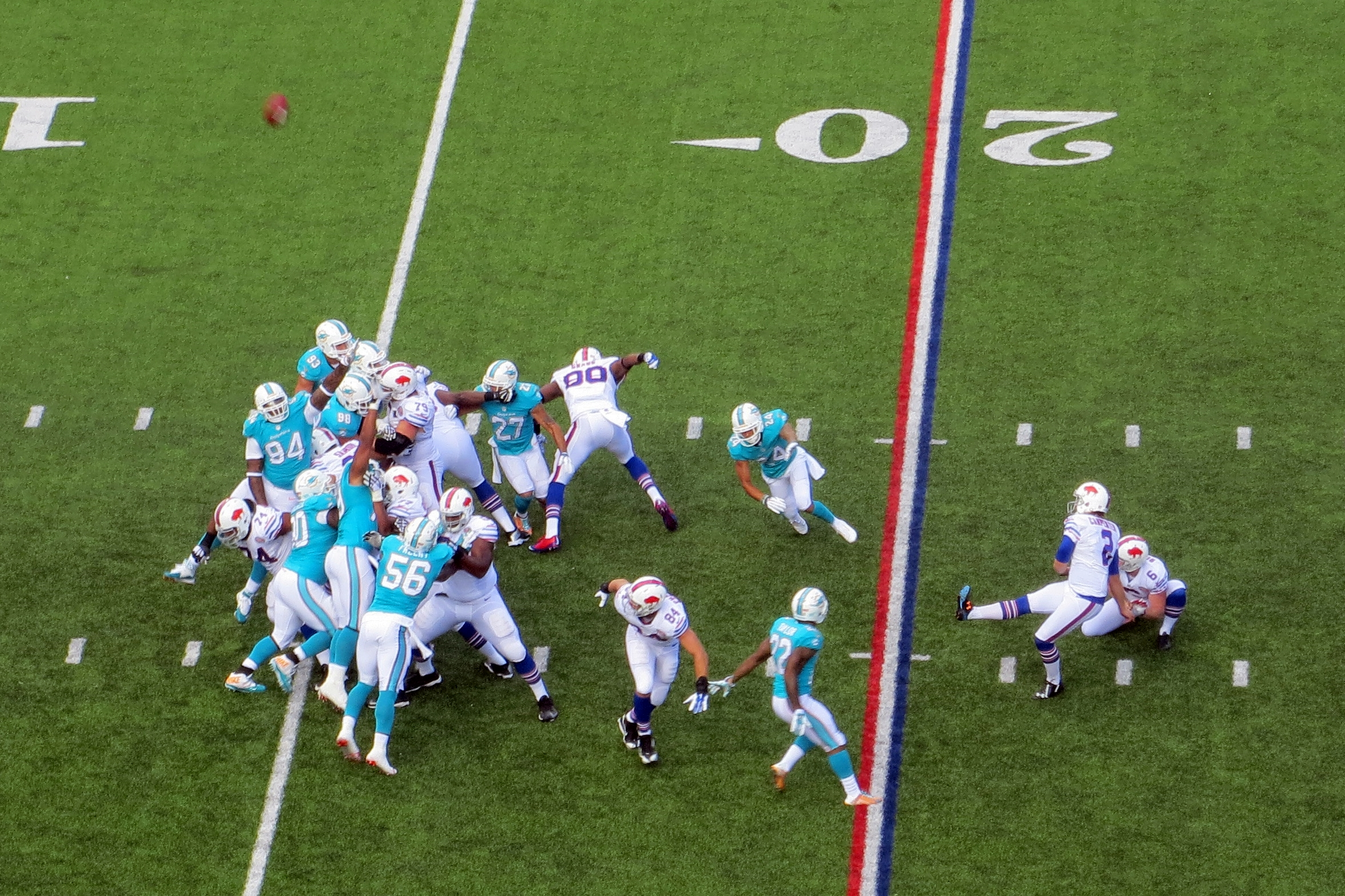
De Buffalo Bills (wit) tegen de Miami Dolphins (blauw) in 2014.

De Buffalo Bills (of simpelweg de Bills) is een professioneel American footballteam uit Orchard Park, een plaats vlak bij Buffalo in de staat New York. Ze komen uit in de oostdivisie van de American Football Conference (AFC), die onderdeel is van de National Football League (NFL). Het team, dat is opgericht in 1960, ontleent zijn naam aan de legendarische western figuur Buffalo Bill.

## Geschiedenis
De Bills werden als een van de acht teams in de American Football League (AFL) opgericht. In 1964 en 1965 werden ze kampioen van deze competitie. Ze konden echter nog niet meedoen aan de Super Bowl, omdat die pas een seizoen later voor het eerst zou worden gespeeld. Dat jaar speelden ze voor de derde maal op rij om het kampioenschap van de AFL, maar door een thuisnederlaag tegen de Kansas City Chiefs mochten de Bills niet naar Super Bowl I.
De volgende seizoenen zetten de Bills slechte resultaten neer. Ook nadat de AFL met de NFL fuseerde (in 1970) presteerde het team nog niet zo goed. In 1974 werden de play-offs voor het eerst bereikt en zes jaar later werd voor het eerst een divisie-titel in de NFL gewonnen. De beste periode van de Bills was echter die tussen 1988 en 1999. In die tijd wisten ze tien van de twaalf keer de play-offs te bereiken. In 1988 bereikten ze voor het eerst het AFC Championship, maar dit werd verloren van de Cincinnati Bengals.

### Vier Super Bowl-deelnames op rij
Van 1990 tot 1993 stonden de Bills vier jaar op rij in de Super Bowl. In 1990 won het team voor de derde maal op rij hun divisie; hun balans van dertien zeges tegenover slechts drie nederlagen was de beste score die de Bills hadden behaald in de NFL en in totaal de beste sinds 1964. Na een vrijstelling in de wild-card-ronde werden de Miami Dolphins vervolgens met 44–34 opzij gezet. In hun tweede AFC Championship wonnen de Bills met 51–3 van de Los Angeles Raiders. Dat was op dat moment het op een na hoogste verschil in een play-offwedstrijd en is tot op 2014 het grootste verschil in een wedstrijd om een conference-titel (zowel AFC als NFC). Een week later traden de Bills voor het eerst aan in de Super Bowl. In de vijfentwintigste editie van deze wedstrijd waren de New York Giants de tegenstander. Buffalo stond tijdens de wedstrijd meermaals voor, maar verloor alsnog met 20–19. Ook dit was een record, want nog nooit werd de Super Bowl met maar één punt verschil verloren. Tot op 2014 is dit ook nog niet herhaald.
In 1991 wonnen de Bills hun divisie wederom met dertien zeges. Na een vrijstelling werden de Kansas City Chiefs met 37–14 verslagen. Dat was eveneens de eerste keer sinds 1966 dat de Bills de Chiefs troffen in een play-offwedstrijd. In het AFC Championship werden de Denver Broncos met 10–7 verslagen. Dit was een uitzonderlijk lage score; er zijn tot op 2014 slechts zes play-offwedstrijden waarin minder punten werden gemaakt. In hun tweede Super Bowl, tegen de Washington Redskins, maakten de Bills echter nooit aanspraak op de winst. Halverwege hadden de Bills nog geen punt gescoord (voor het eerst sinds Super Bowl XVI dat een team halverwege de wedstrijd nog op nul punten stond). De uiteindelijke score viel al met al nog mee: 37–24 in het voordeel van de Redskins. Deze nederlaag was de tweede keer dat een team twee Super Bowls op rij verloor.
Het volgende seizoen eindigden de Bills in hun divisie gelijk met de Miami Dolphins. Omdat de Dolphins echter meer wedstrijden tegen andere AFC-ploegen had gewonnen, ging de divisie-titel naar Miami. De Bills wisten zich wel de kwalificeren als een van de wild-card-teams, maar kregen geen vrijstelling voor de eerste week. Tegenstander in de wild-card-ronde waren de Houston Oilers, maar ondanks het thuisvoordeel stonden de Bills halverwege met 3–28 achter. Na een touchdown vroeg in het derde kwart was het gat zelfs 32 punten (3–35). In het vervolg van het derde kwart wist Buffalo die achterstand echter in razend tempo goed te maken, want met nog een kwartier op de klok stonden ze nog maar met 31–35 achter. De Bills leken de wedstrijd in het vierde kwart zelfs naar zich toe te trekken, maar een fieldgoal van de bezoekers bracht de stand in evenwicht: 38–38, waardoor er verlenging nodig was. Daarin wonnen de Bills uiteindelijk toch, dankzij een fieldgoal van Steve Christie. Nog nooit in de geschiedenis van de NFL wist een team te winnen, nadat ze zo ver achter (32 punten) hadden gestaan. Deze 'wederopstanding' van de Bills staat ook wel bekend als The Comeback.
De volgende wedstrijd moesten de Bills op bezoek bij de Pittsburgh Steelers, maar in deze wedstrijd hadden ze veel minder moeite met de tegenstand: een simpele overwinning (3–24) gaf ze de mogelijkheid om hun AFC-titel te verdedigen, uit bij rivaal en divisiegenoot Miami Dolphins. Tot op dat moment waren de Dolphins het enige team dat in drie Super Bowls op rij had gespeeld (Super Bowl V, VI en VII), maar dankzij een 10–29 overwinning evenaarden de Bills dit record. In de Super Bowl XXVII waren de Dallas Cowboys echter met 52–17 oppermachtig. Dit betekende dat Buffalo het eerste team was met drie verloren Super Bowls op rij.
In 1993 wonnen de Bills hun divisie weer. Hun twaalf zeges waren goed genoeg om een vrijstelling te krijgen voor de wild-card-ronde. In de daaropvolgende divisional playoffs waren de Los Angeles Raiders wederom de tegenstander. Deze ontmoeting zou de geschiedenis ingaan als een van de koudste wedstrijden ooit, want het vroor 18 graden. De Bills wonnen met 29–23 en gingen voor de vijfde maal naar het AFC-kampioenschap. Hierin rekende het team wederom af met de Kansas City Chiefs: een overwinning met 30–13 bracht de Bills hun vierde AFC-titel en de bijbehorende Lamar Hunt Trophy. Opmerkelijk genoeg zouden de Bills een week later met exact diezelfde cijfers verliezen in Super Bowl XXVIII. In hun laatste Super Bowl tot op heden speelden ze wederom tegen de Dallas Cowboys. Net als in hun eerste optreden stonden de Bills halverwege op voorsprong (13–6), maar in de tweede helft scoorden ze geen enkel punt meer en de – bij de wedkantoren ruim favoriete Cowboys – versloegen de Bills wederom. Dankzij deze nederlaag werden ze de derde ploeg (na de Minnesota Vikings en de Denver Broncos) die vier Super Bowls verloren en scherpten ze hun negatieve record (vier Super Bowls op rij verloren) nog eens aan.

### 1994 tot heden
In 1994 misten de Bills de play-offs voor het eerst sinds 1987, maar een jaar later wonnen ze hun divisie weer (tot op 2014 voor de laatste keer). De zege in de wild-card-ronde op de Miami Dolphins is tot op 2014 hun laatste overwinning in de play-offs, want een week later verloren ze van de Pittsburgh Steelers. In 1996, 1998 en 1999 plaatsten de Bills zich ook nog voor de play-offs (telkens met een wild-card), maar de eerste wedstrijd daarin werd telkens verloren. De laatste nederlaag, tegen de Tennessee Titans, had voor de Bills een pijnlijke afloop: met nog zestien tellen te spelen stonden ze in Nashville met 15-16 voor, maar Titans-speler Kevin Dyson wist een touchdown te scoren na een loopactie van 75 yard (ongeveer 69 meter). Deze ontknoping staat ook wel bekend als het Music City Miracle.
Sinds 1999 zijn de Bills er niet meer in geslaagd om zich te plaatsen voor de play-offs. Er is momenteel geen enkele ander team dat al zo lang moet wachten; ze zijn zelfs het enige team dat in de 21e eeuw nog niet heeft meegedaan aan de play-offs. Van 2008 tot 2013 eindigden ze zelfs zes keer op rij als laatste in hun divisie, maar in 2014 kwam er een einde aan die negatieve reeks. De Bills werden tweede in hun divisie en behaalden voor het eerst sinds 2004 een winning record (meer zeges dan nederlagen). Op de laatste speeldag wisten ze zelfs de uitwedstrijd tegen de New England Patriots, de uiteindelijke Super Bowl-winnaar, te winnen. De Patriots hadden hun vorige zestien thuisduels allemaal gewonnen, maar ondanks deze verrassende zege werden de Bills – dankzij resultaten op andere velden – uitgeschakeld voor play-off-deelname.

## Stadion

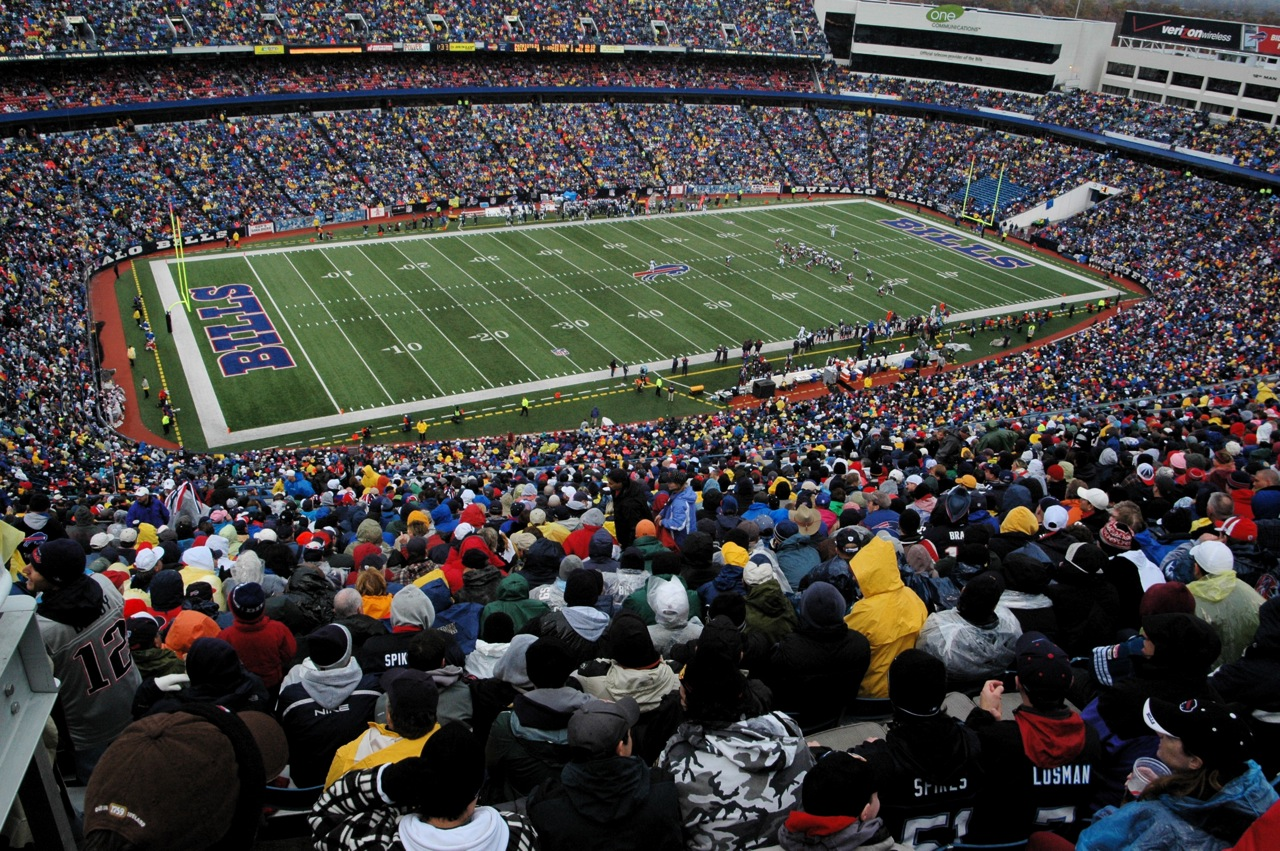
Het Ralph Wilson Stadium tijdens een wedstrijd tegen de New England Patriots in 2006.

In de eerste twaalf jaar speelde het team in het War Memorial Stadium in Buffalo. Sinds 1973 werkt het team zijn thuiswedstrijden af in het Ralph Wilson Stadium te Orchard Park. Dit stadion heette van 1973 tot 1998 Rich Stadium, genoemd naar een sponsor, maar werd na vijfentwintig jaar genoemd naar teameigenaar Ralph Wilson. In 2014 speelden de Bills het "thuisduel" tegen de New York Jets in het Ford Field te Detroit. Buffalo kampte op dat moment met hevige sneeuwoverlast vanwege het warmwatereffect.
De Bills zijn het enige team dat zijn thuiswedstrijden in de staat New York speelt. De New York Jets en de New York Giants spelen hun thuiswedstrijden in East Ruterford, New Jersey.

### Bills Toronto Series
Tussen 2008 en 2013 speelden de Bills één thuiswedstrijd per jaar gespeeld in het Rogers Centre in Toronto, Canada, als onderdeel van de Bills Toronto Series. Nadat teameigenaar Wilson in 2014 overleed, kwamen de nieuwe eigenaar van het team (Terrence Pegula) en de eigenaars van het Rogers Centre (telecombedrijf Rogers Communications) overeen om de Series te beëindigen. Van de zes wedstrijden die het team in Canada speelden, werd er slechts een gewonnen.
| Datum            | Thuisploeg    | Uitslag    | Uitploeg            | Toeschouwers |
| ---------------- | ------------- | ---------- | ------------------- | ------------ |
| 7 december 2008  | Buffalo Bills | 3–16       | Miami Dolphins      | 52.134       |
| 3 december 2009  | Buffalo Bills | 13–19      | New York Jets       | 51.567       |
| 7 november 2010  | Buffalo Bills | 19–22      | Chicago Bears       | 50.746       |
| 30 oktober 2011  | Buffalo Bills | 23–0       | Washington Redskins | 51.579       |
| 16 december 2012 | Buffalo Bills | 17–50      | Seattle Seahawks    | 40.770       |
| 1 december 2013  | Buffalo Bills | 31–34 n.v. | Atlanta Falcons     | 38.969       |

## Naam
In de All-America Football Conference (AAFC), die van 1946 tot en met 1949 bestond, was er ook een team dat Buffalo Bills heette. Toen die competitie werd ontbonden, werden drie teams (de Cleveland Browns, de Baltimore Colts en de San Francisco 49ers) opgenomen in de NFL. De Bills werden echter niet toegelaten en werden opgeheven. Toen Buffalo een decennium later een AFL-team kreeg, besloot eigenaar Ralph Wilson dit team ook Buffalo Bills te noemen, als eerbetoon aan het AAFC-team met die naam.

## Resultaten
| Seizoen        | Competitie | Conf | Div  | Regulier seizoen | Regulier seizoen | Regulier seizoen | Regulier seizoen | Regulier seizoen | Play-offs             | Play-offs          | Play-offs          | Play-offs         |
| Seizoen        | Competitie | Conf | Div  | Plek             | W                | G                | V                | Pct              | Wild Card             | Divisional Playoff | Championship       | Super Bowl        |
| -------------- | ---------- | ---- | ---- | ---------------- | ---------------- | ---------------- | ---------------- | ---------------- | --------------------- | ------------------ | ------------------ | ----------------- |
| 1960           | AFL        | AFL  | East | 3e               | 5                | 1                | 8                | 0,393            |                       |                    |                    |                   |
| 1961           | AFL        | AFL  | East | 4e               | 6                | 0                | 8                | 0,429            |                       |                    |                    |                   |
| 1962           | AFL        | AFL  | East | 3e               | 7                | 1                | 6                | 0,536            |                       |                    |                    |                   |
| 1963           | AFL        | AFL  | East | =1e              | 7                | 1                | 6                | 0,536            | 8–26 v. Patriots      |                    |                    |                   |
| 1964           | AFL        | AFL  | East | 1e               | 12               | 0                | 2                | 0,857            | [ 15 ]                | 20–7 v. Chargers   |                    |                   |
| 1965           | AFL        | AFL  | East | 1e               | 10               | 1                | 3                | 0,750            | [ 15 ]                | 0–23 @ Chargers    |                    |                   |
| 1966           | AFL        | AFL  | East | 1e               | 9                | 1                | 4                | 0,679            | [ 15 ]                | 7–31 v. Chiefs     |                    |                   |
| 1967           | AFL        | AFL  | East | =3e              | 4                | 0                | 10               | 0,286            |                       |                    |                    |                   |
| 1968           | AFL        | AFL  | East | 5e               | 1                | 1                | 12               | 0,107            |                       |                    |                    |                   |
| 1969           | AFL        | AFL  | East | =3e              | 4                | 0                | 10               | 0,286            |                       |                    |                    |                   |
| AFL-NFL merger |            |      |      |                  |                  |                  |                  |                  |                       |                    |                    |                   |
| 1970           | NFL        | AFC  | East | 4e               | 3                | 1                | 10               | 0,250            |                       |                    |                    |                   |
| 1971           | NFL        | AFC  | East | 5e               | 1                | 0                | 13               | 0,071            |                       |                    |                    |                   |
| 1972           | NFL        | AFC  | East | 4e               | 4                | 1                | 9                | 0,321            |                       |                    |                    |                   |
| 1973           | NFL        | AFC  | East | 2e               | 9                | 0                | 5                | 0,643            |                       |                    |                    |                   |
| 1974           | NFL        | AFC  | East | 2e               | 9                | 0                | 5                | 0,643            | 32–14 @ Steelers      |                    |                    |                   |
| 1975           | NFL        | AFC  | East | 3e               | 8                | 0                | 6                | 0,571            |                       |                    |                    |                   |
| 1976           | NFL        | AFC  | East | 5e               | 2                | 0                | 12               | 0,143            |                       |                    |                    |                   |
| 1977           | NFL        | AFC  | East | 5e               | 3                | 0                | 11               | 0,214            |                       |                    |                    |                   |
| 1978           | NFL        | AFC  | East | 4e               | 5                | 0                | 11               | 0,313            |                       |                    |                    |                   |
| 1979           | NFL        | AFC  | East | 4e               | 7                | 0                | 9                | 0,438            |                       |                    |                    |                   |
| 1980           | NFL        | AFC  | East | 1e               | 11               | 0                | 5                | 0,688            | Vrijstelling          | 20–14 @ Chargers   |                    |                   |
| 1981           | NFL        | AFC  | East | 3e               | 10               | 0                | 6                | 0,625            | 27–31 @ Jets          | 28–21 @ Bengals    |                    |                   |
| 1982           | NFL        | AFC  | AFC  | 9e               | 4                | 0                | 5                | 0,444            |                       |                    |                    |                   |
| 1983           | NFL        | AFC  | East | 3e               | 8                | 0                | 8                | 0,500            |                       |                    |                    |                   |
| 1984           | NFL        | AFC  | East | 5e               | 2                | 0                | 14               | 0,125            |                       |                    |                    |                   |
| 1985           | NFL        | AFC  | East | 5e               | 2                | 0                | 14               | 0,125            |                       |                    |                    |                   |
| 1986           | NFL        | AFC  | East | 4e               | 4                | 0                | 12               | 0,250            |                       |                    |                    |                   |
| 1987           | NFL        | AFC  | East | 4e               | 7                | 0                | 8                | 0,467            |                       |                    |                    |                   |
| 1988           | NFL        | AFC  | East | 1e               | 12               | 0                | 4                | 0,750            | Vrijstelling          | 17–10 v. Houston   | 21–10 @ Cincinnati |                   |
| 1989           | NFL        | AFC  | East | 1e               | 9                | 0                | 7                | 0,563            | Vrijstelling          | 34–30 @ Cleveland  |                    |                   |
| 1990           | NFL        | AFC  | East | 1e               | 13               | 0                | 3                | 0,813            | Vrijstelling          | 44–34 v. Dolphins  | 51–3 v. Raiders    | 20–19 @ Giants    |
| 1991           | NFL        | AFC  | East | 1e               | 13               | 0                | 3                | 0,813            | Vrijstelling          | 37–14 v. Chiefs    | 10–7 v. Broncos    | 24–37 v. Redskins |
| 1992           | NFL        | AFC  | East | 2e               | 11               | 0                | 5                | 0,688            | 41–38 v. Oilers       | 3–24 @ Steelers    | 10–29 @ Dolphins   | 52–17 @ Cowboys   |
| 1993           | NFL        | AFC  | East | 1e               | 12               | 0                | 4                | 0,750            | Vrijstelling          | 29–23 v. Raiders   | 30–13 v. Chiefs    | 13–30 v. Cowboys  |
| 1994           | NFL        | AFC  | East | 4e               | 7                | 0                | 9                | 0,438            |                       |                    |                    |                   |
| 1995           | NFL        | AFC  | East | 1e               | 10               | 0                | 6                | 0,625            | 37–22 v. Dolphins     | 40–21 @ Steelers   |                    |                   |
| 1996           | NFL        | AFC  | East | 2e               | 10               | 0                | 6                | 0,625            | 27–30 v. Jaguars      |                    |                    |                   |
| 1997           | NFL        | AFC  | East | 4e               | 6                | 0                | 10               | 0,375            |                       |                    |                    |                   |
| 1998           | NFL        | AFC  | East | 3e               | 10               | 0                | 6                | 0,625            | 24–17 @ Dolphins      |                    |                    |                   |
| 1999           | NFL        | AFC  | East | 2e               | 11               | 0                | 5                | 0,688            | 22–16 @ Titans        |                    |                    |                   |
| 2000           | NFL        | AFC  | East | 4e               | 8                | 0                | 8                | 0,500            |                       |                    |                    |                   |
| 2001           | NFL        | AFC  | East | 5e               | 3                | 0                | 13               | 0,188            |                       |                    |                    |                   |
| 2002           | NFL        | AFC  | East | 4e               | 8                | 0                | 8                | 0,500            |                       |                    |                    |                   |
| 2003           | NFL        | AFC  | East | 4e               | 6                | 0                | 10               | 0,375            |                       |                    |                    |                   |
| 2004           | NFL        | AFC  | East | 3e               | 9                | 0                | 7                | 0,563            |                       |                    |                    |                   |
| 2005           | NFL        | AFC  | East | 3e               | 5                | 0                | 11               | 0,313            |                       |                    |                    |                   |
| 2006           | NFL        | AFC  | East | 3e               | 7                | 0                | 9                | 0,438            |                       |                    |                    |                   |
| 2007           | NFL        | AFC  | East | 2e               | 7                | 0                | 9                | 0,438            |                       |                    |                    |                   |
| 2008           | NFL        | AFC  | East | 4e               | 7                | 0                | 9                | 0,438            |                       |                    |                    |                   |
| 2009           | NFL        | AFC  | East | 4e               | 6                | 0                | 10               | 0,375            |                       |                    |                    |                   |
| 2010           | NFL        | AFC  | East | 4e               | 4                | 0                | 12               | 0,250            |                       |                    |                    |                   |
| 2011           | NFL        | AFC  | East | 4e               | 6                | 0                | 10               | 0,375            |                       |                    |                    |                   |
| 2012           | NFL        | AFC  | East | 4e               | 6                | 0                | 10               | 0,375            |                       |                    |                    |                   |
| 2013           | NFL        | AFC  | East | 4e               | 6                | 0                | 10               | 0,375            |                       |                    |                    |                   |
| 2014           | NFL        | AFC  | East | 2e               | 9                | 0                | 7                | 0,563            |                       |                    |                    |                   |
| 2015           | NFL        | AFC  | East | 3e               | 8                | 0                | 8                | 0,500            |                       |                    |                    |                   |
| 2016           | NFL        | AFC  | East | 3e               | 7                | 0                | 9                | 0,438            |                       |                    |                    |                   |
| 2017           | NFL        | AFC  | East | 2e               | 9                | 0                | 7                | 0,563            | 10–3 @ Jaguars        |                    |                    |                   |
| 2018           | NFL        | AFC  | East | 4e               | 6                | 0                | 10               | 0,375            |                       |                    |                    |                   |
| 2019           | NFL        | AFC  | East | 2e               | 10               | 0                | 6                | 0,625            | 22–19 (n.v.) @ Texans |                    |                    |                   |
| 2020           | NFL        | AFC  | East | 1e               | 13               | 0                | 3                | 0,813            | 27–24 v. Colts        | 17–3 v. Ravens     | 38–24 @ Chiefs     |                   |
| 2021           | NFL        | AFC  | East | 1e               | 11               | 0                | 6                | 0,647            | 47–17 v. Patriots     | 42–36 @ Chiefs     |                    |                   |
| 2022           | NFL        | AFC  | East | 1e               | 13               | 0                | 3                | 0,813            | 34–31 v. Dolphins     | 10–27 v. Bengals   |                    |                   |
| 2023           | NFL        | AFC  | East | 1e               | 11               | 0                | 6                | 0,647            | 31–17 v. Steelers     | 24–27 v. Chiefs    |                    |                   |
| 2024           | NFL        | AFC  | East | 1e               | 13               | 0                | 4                | 0,765            | 31–7 v. Broncos       | 27–25 v. Ravens    | 32–29 @ Chiefs     |                   |

| Kleur of afkorting | Betekenis                    |
| ------------------ | ---------------------------- |
| Oranje             | Won AFL-titel voor 1970      |
| Rood               | Won Conference-titel         |
| Groen              | Won divisie                  |
| Licht groen        | Geplaatst voor play-offs     |
| =1e, =2e, etc.     | Plek ex aequo met ander team |
| Score v.           | Uitslag thuisduel            |
| Score in           | Uitslag uitduel              |

## Eregalerij
Conference-titels (4)
1990, 1991, 1992, 1993
AFL-titels (2)
1964, 1965
Divisie-titels (3+12)
1964, 1965, 1966,
1980, 1988, 1989, 1990, 1991, 1993, 1995, 2020, 2021, 2022
2023, 2024
Deelnames play-offs (4+20)
1963, 1964, 1965, 1966,
1974, 1980, 1981, 1988, 1989, 1990, 1991, 1992, 1993, 1995,
1996, 1998, 1999, 2017, 2019, 2020, 2021, 2022, 2023, 2024